# メディケイド
メディケイド（英語: Medicaid）とは、アメリカ合衆国連邦政府が州政府と共同で行っている医療扶助事業である。連邦政府が運営する医療保険であるメディケアと共に、1965年に創設された。

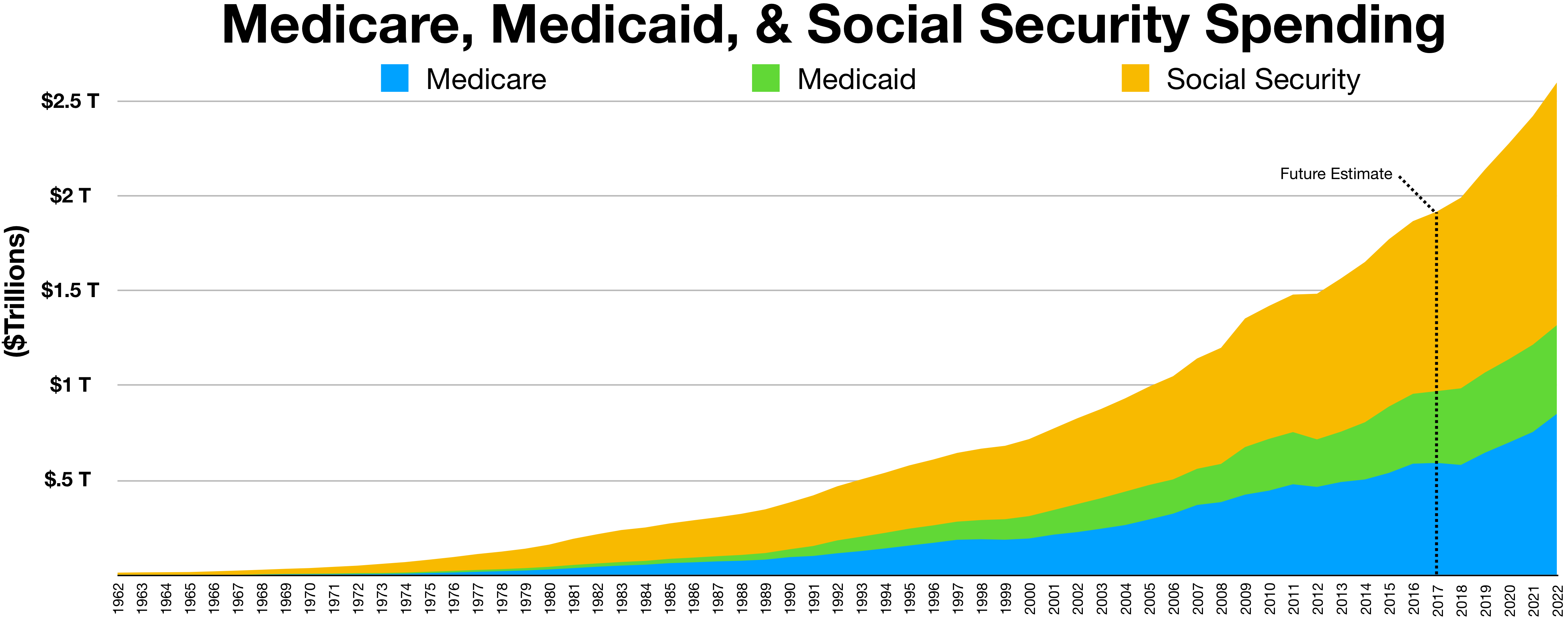
メディケア、メディケイド、ソーシャルセキュリティの支出推移

日本のような皆保険制度がないアメリカ合衆国の医療を利用するために、個人は、雇用主を通じ、あるいは自ら直接私的な医療保険を購入し加入している。メディケイドは、この私的な医療保険に加入することが難しい低所得者など（補足的所得保障の受給者である障害のある人、妊婦なども含む）を対象とした政府による医療給付制度である。メディケイドに要する費用は、州と連邦政府が共同負担（2017年現在で5,922億ドル）する。連邦では、保健・福祉省メディケア・メディケイド・サービス・センター（CMS）が監督しているが、運営は州に任されている。このため、内容は州により異なる。

## 負担の増大と変化

ACA Medicaid expansion by state.
Not adopted
Adopted
Implemented

民間保険会社の寡占化、医療技術の高度化は保険料率を高め、結果的にメディケイドの対象となる患者数は増加している。1990年代には全人口の10%前半だった対象者数は、2000年代には20％（4,300万人）に達するなど増加傾向を見せている。連邦政府は、長年の間、負担の軽減策を課題としてきたが、2010年にオバマ政権が国民皆保険制度の導入も決定していることから、将来的に制度として消滅もしくは統廃合される可能性がある。

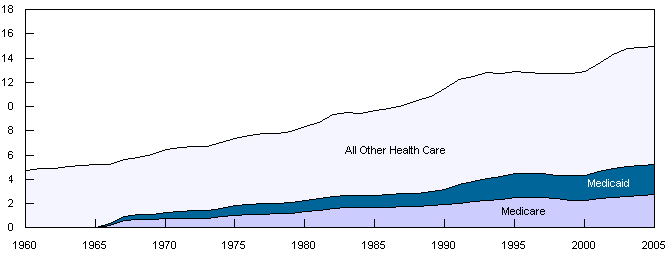
米国の医療支出におけるメディケイド（GDP割合）。米国議会予算局より